# Jukka Ylipulli
Jukka Petteri Ylipulli (ur. 6 lutego 1963 w Rovaniemi) – fiński dwuboista klasyczny, brązowy medalista olimpijski i dwukrotny medalista mistrzostw świata.

## Kariera
Po raz pierwszy na arenie międzynarodowej Jukka Ylipulli pojawił się 17 grudnia 1983 roku w pierwszych w historii zawodach Pucharu Świata rozegranych w Seefeld. Zajął tam czternaste miejsce i tym samym już w swoim debiucie wywalczył pierwsze pucharowe punkty. W pozostałej części sezonu 1983/1984 spisywał się słabiej i punktów już nie zdobywał. W klasyfikacji generalnej zajął ostatecznie 22. miejsce. W lutym 1984 roku wystąpił na igrzyskach olimpijskich w Sarajewie. Jukka był trzeci po skokach, jednak dobra postawa w biegu pozwoliła mu awansować na trzecie miejsce. Zdobył brązowy medal, ustępując tylko Tomowi Sandbergowi z Norwegii oraz swemu rodakowi Jouko Karjalainenowi. Miesiąc później wspólnie z Rauno Miettinenem i Jouko Karjalainenem zdobył srebrny medal w sztafecie na mistrzostwach świata w Rovaniemi.
Ostatni medal w swojej karierze Fin wywalczył na mistrzostwach świata w Seefeld w 1985 roku. Razem z Jyrim Pelkonenem i Jouko Karjalainenem zajął tym razem trzecie miejsce w zawodach drużynowych. W konkursie indywidualnym Jukka był szósty po skokach, jednak w biegu stracił parę pozycji i ostatecznie został sklasyfikowany na 11. miejscu. W zawodach pucharowych startował do sezonu 1990/1991, jednak na podium stanął tylko raz - 25 marca 1988 roku w Rovaniemi był drugi w konkursie rozegranym metodą Gundersena. W klasyfikacji generalnej najlepiej wypadł w sezonach 1985/1986 i 1987/1988, które kończył na piętnastym miejscu w klasyfikacji generalnej.
Wystąpił jeszcze między innymi na igrzyskach olimpijskich w Calgary w 1988 roku, gdzie był szesnasty indywidualnie i siódmy w drużynie. Rok później, podczas mistrzostw świata w Lahti spisał się podobnie plasując się na jedenastym miejscu indywidualnie oraz ósmej pozycji w sztafecie. Ostatnią dużą imprezą w jego karierze były mistrzostwa świata w Val di Fiemme w 1991 roku. Rywalizację w zawodach indywidualnych ukończył na 23. pozycji, a wspólnie z kolegami zajął szóstą lokatę w sztafecie. W 1991 roku zakończył karierę.
Jego bracia Raimo, Tuomo i Heikki byli skoczkami narciarskimi.

## Osiągnięcia

### Igrzyska olimpijskie
| Miejsce | Dzień     | Rok  | Miejscowość | Konkurencja              | Wynik zwycięzcy | Strata      | Zwycięzca      |
| ------- | --------- | ---- | ----------- | ------------------------ | --------------- | ----------- | -------------- |
| 3.      | 12 lutego | 1984 | Sarajewo    | Indywidualnie K-90/15 km | 422.595 pkt     | -11.770 pkt | Tom Sandberg   |
| 7.      | 24 lutego | 1988 | Calgary     | Sztafeta K-90/3x10 km    | 1:20:46.0 h     | +4:52.3 min | RFN            |
| 16.     | 28 lutego | 1988 | Calgary     | Gundersen K-90/15 km     | 38:16.8 min     | +3:28.1 min | Hippolyt Kempf |

### Mistrzostwa świata
| Miejsce | Dzień       | Rok  | Miejscowość   | Konkurencja          | Wynik zwycięzcy | Strata      | Zwycięzca           |
| ------- | ----------- | ---- | ------------- | -------------------- | --------------- | ----------- | ------------------- |
| 2.      | 18 marca    | 1984 | Rovaniemi     | Sztafeta K-90/3x5 km | 1189.46 pkt     | -3.14 pkt   | Norwegia            |
| 11.     | 18 stycznia | 1985 | Seefeld       | Gundersen K-90/15 km | 410.10 pkt      | -33.25 pkt  | Hermann Weinbuch    |
| 3.      | 25 stycznia | 1985 | Seefeld       | Sztafeta K-90/3x5 km | 1276.90 pkt     | -75.30 pkt  | RFN                 |
| DNF     | 13 lutego   | 1987 | Oberstdorf    | Gundersen K-90/15 km | 423.80 pkt      | -           | Torbjørn Løkken     |
| 13.     | 18 lutego   | 1989 | Lahti         | Gundersen K-90/15 km | 37:10.7 min     | +4:14.2 min | Trond Einar Elden   |
| 8.      | 24 lutego   | 1989 | Lahti         | Sztafeta K-90/3x5 km | 1:24:21.7 h     | +5:02.0 min | Norwegia            |
| 23.     | 7 lutego    | 1991 | Val di Fiemme | Gundersen K-90/15 km | 41:00.6 min     | +4:36.5 min | Fred Børre Lundberg |
| 4.      | 8 lutego    | 1991 | Val di Fiemme | Sztafeta K-90/3x5 km | 1:21:22.5 h     | +3:59.7 min | Austria             |

### Puchar Świata

#### Miejsca w klasyfikacji generalnej
- sezon 1983/1984: 22.
- sezon 1984/1985: 19.
- sezon 1985/1986: 15.
- sezon 1986/1987: 26.
- sezon 1987/1988: 15.
- sezon 1988/1989: 24.
- sezon 1989/1990: 27.
- sezon 1990/1991: -

#### Miejsca na podium chronologicznie
| Nr | Data          | Miejscowość | Konkurencja         | Wynik zwycięzcy | Pozycja | Strata     | Zwycięzca          |
| -- | ------------- | ----------- | ------------------- | --------------- | ------- | ---------- | ------------------ |
| 1. | 25 marca 1988 | Rovaniemi   | Gundersen K90/15 km | 422.700 pkt     | 2.      | -4.865 pkt | Klaus Sulzenbacher |